# Ivnik, Suha
Ivnik (nemško Illmitzen) je naselje v Občini Suha v Okraju Velikovec na Koroškem v Avstriji.